# Francouzští moralisté
Jako francouzští moralisté jsou označováni francouzsky píšící filozofičtí spisovatelé konce 16. až 18. století jako Michel de Montaigne, Pierre Charron, Blaise Pascal, François de La Rochefoucauld, Jean de La Bruyère, Nicolas Chamfort, Luc de Clapiers de Vauvenargues, Charles Louis Montesquieu, Joseph Joubert.
Vtip a ironie francouzských moralistů byly dobře přijímány a ovlivnily i pozdější autory, jako byli např. Voltaire, Georg Christoph Lichtenberg, Johann Wolfgang von Goethe, Arthur Schopenhauer, Friedrich Nietzsche, Oscar Wilde a Jules Renard.